# Rainier (Oregon)
Rainier – miasto w Stanach Zjednoczonych, w stanie Oregon, w hrabstwie Columbia.